# Episodi de Il commissario Moulin (quarta stagione)
| nº   | Titolo originale                    | Titolo italiano | Prima TV Francia | Prima TV Italia |
| ---- | ----------------------------------- | --------------- | ---------------- | --------------- |
| 1-26 | L'Ours vert                         |                 | 17 ottobre 1991  |                 |
| 2-27 | Non-assistance à personne en danger |                 | 16 gennaio 1992  |                 |
| 3-28 | Le Simulateur                       |                 | 13 febbraio 1992 |                 |
| 4-29 | Les Zombies                         |                 | 19 dicembre 1992 |                 |
| 5-30 | L. comme Lennon                     |                 | 4 febbraio 1993  |                 |
| 6-31 | Larmes blanches                     |                 | 4 marzo 1993     |                 |

## ?
- Titolo originale: L'Ours vert
- Diretto da: Yves Rénier
- Scritto da: Joël Houssin, Yves Rénier

- Titolo originale: Non-assistance à personne en danger
- Diretto da: Franck Apprederis
- Scritto da: Gérard Carré, Yves Rénier